# Nico Yennaris
Nicholas Harry Yennaris (* 24. května 1993, Leytonstone, Spojené království) je anglický fotbalista kyperského a čínského původu, který v současnosti hraje za Arsenal FC.

## Klubová kariéra

### Arsenal
Nico Yennaris se narodil v anglickém městě Leytonstone. Jeho otec pochází z Kypru a matka z Číny. V roce 2001 se Nico ve věku sedmi let připojil k fotbalové akademii londýnského Arsenalu. 10. února 2010 debutoval za rezervní tým v utkání proti Stoke City. V červenci 2010 podepsal svůj první profesionální kontrakt. Za první tým odehrál svůj první zápas 25. října 2011, kdy jako pravý obránce nastoupil k utkání Ligového poháru proti Boltonu. 9. ledna 2012 odehrál své druhé utkání, tentokrát ve třetím kole FA Cupu proti Leedsu United, když nastoupil jako střídající hráč za zraněného Francise Coquelina. Svůj ligový debut si připsal 22. ledna 2012 v utkání proti Manchesteru United, kdy střídal zraněného Johana Djouroua. Závěr sezony strávil na hostování v třetiligovém Notts County, kam zamířil 23. března 2012. Za Notts County odehrál celkově dvě utkání.

## Reprezentace
Yennaris reprezentoval Anglii ve všech významných mládežnických kategoriích – do 17 let, 18 let a 19 let.